# Les As (bande dessinée)
Pour les articles homonymes, voir Les As.
Ne doit pas être confondu avec Les 4 As.

Les As est une série de bande dessinée jeunesse parue la première fois, en 1963, dans le magazine Vaillant.
- Scénario et dessins : Greg
- Assistants : le studio Greg

## Histoire de la série
Au début des années 1960, Greg se présente comme le scénariste de Chick Bill et de Modeste et Pompon au rédacteur en chef de Vaillant. Ce dernier, intéressé par ce CV, lui propose d’écrire des épisodes de Totoche, une série créée quelques années plus tôt par Jean Tabary. Mais lorsque Greg prend contact avec Tabary, il essuie un refus catégorique de sa part. C’est à la suite de cet échec de collaboration que le rédacteur en chef lui propose de créer une autre série avec des enfants.
La série est ensuite aussi publiée dans Pif Gadget. À l'origine les histoires ne sont pas pensées pour être publiées en album, et donc leur nombre de pages ne suit pas de contrainte particulière. La plupart sont des histoires courtes. Quand Destination Soleil est publié en album, certaines pages doivent être coupées, et il faut attendre l'intégrale Pas d’obstacle pour les As ! pour que la version complète soit publiée en album.
Greg croise discrètement ses séries : dans L’école des cambrioleurs, on retrouve le policier Homère Veille de l'album Achille Talon et Le Mystère de l'homme à deux têtes.

## Synopsis
Les As est une série racontant les aventures humoristiques d’une bande de gamins originaire de Ménilmontant qui se sont donné pour but de « chasser les pilleurs de diligence, sauver les princesses en danger et… organiser des excursions le dimanche ». Au cœur d’un Paris populaire, cette bande de copains surnommée les As se retrouve confrontée à toutes sortes de malfaiteurs.

## Personnages principaux
Quentin Gentil
Chef informel de la bande, Quentin est un garçon énergique, toujours prêt à entraîner les autres dans des aventures.
Pivoine Agénor
Garçon très gourmand, et qui a un emploi de livreur de pâtisseries avec son triporteur.
Calixte Hautcœur
Parfois surnommé Génie, c'est un as de la bricole et de la chimie.
André Luron, dit « Copain »
Un passionné de Rock and Roll.
Suzanne Luron dite « Mouche »
Sœur jumelle de Copain, et touche féminine du groupe.
Dragon
Chien adopté qui est devenu la mascotte du club.

## Albums
Entre 1963 et 1968, les As vont vivre une douzaine de grandes aventures, ainsi qu’une soixantaine d’autres dont la longueur va s’étaler entre 4 et 12 pages.
Collection 16/22 :
1. Les As et l’affreux électronique. 1978
2. Quentin Gentil mène l’enquête. 1980
3. L’école des cambrioleurs. 1980
4. Les As et l’alchimiste. 1981
5. Les As et l’homme qui vendait du froid. 1982
6. Assuré touriste. 1983
7. Drôle d’air pour les As. 1984

Albums cartonnés :
1. Quentin Gentil et le roi de l’évasion. 1982
2. Quentin Gentil et le trou qui rit. 1982
3. Quentin Gentil et les musiciens de nulle part. 1983
4. Destination Soleil. 1983
5. Quentin Gentil et le désert humide. 1984
6. Quentin Gentil contre les professionnels. 1984
7. L’école des cambrioleurs. 1985
8. Du rififi pour le président. 1986

Intégrales :
- Pas d’obstacle pour les As ! 1995 — reprend les albums Quentin Gentil et le roi de l’évasion, Quentin Gentil et les musiciens de nulle part, et la version longue de Destination Soleil.

## Publication

### Éditeur
- Dargaud

### Magazines
Cette bande dessinée est parue dans le magazine Vaillant.